# Souper Ligka Ellada 2 2020-2021
La Souper Ligka Ellada 2 2020-2021 è stata la 2ª edizione della seconda serie del campionato greco di calcio.

## Squadre partecipanti
| Squadra         | Città     | Stadio                            |
| --------------- | --------- | --------------------------------- |
| Apollōn Larissa | Larissa   | Campo Apollon                     |
| Diagoras        | Rodi      |                                   |
| Doxa Dramas     | Drama     | Stadio Doxa Drama                 |
| Ergotelīs       | Candia    | Stadio Pankritio                  |
| Iōnikos         | Il Pireo  | Stadio Neapolīs (Nikaia)          |
| Karaïskakīs     | Arta      | Stadio municipale Agiοi Anargirοi |
| Levadeiakos     | Levadia   | Stadio municipale Levadia         |
| OF Ierapetra    | Ierapetra |                                   |
| PAE Chania      | La Canea  | Stadio municipale Perivolia       |
| Panachaïkī      | Patrasso  | Stadio Kostas Davourlis           |
| Trikala         | Trikala   |                                   |
| Xanthī          | Xanthi    | Xanthi FC Arena                   |

## Prima fase

### Classifica finale
|  | Pos. | Squadra         | Pt | G  | V  | N | P  | GF | GS | DR  |
|  | ---- | --------------- | -- | -- | -- | - | -- | -- | -- | --- |
|  | 1.   | Iōnikos         | 47 | 22 | 14 | 5 | 3  | 35 | 19 | +16 |
|  | 2.   | Xanthī          | 41 | 22 | 11 | 8 | 3  | 24 | 10 | +14 |
|  | 3.   | Levadeiakos     | 41 | 22 | 11 | 8 | 3  | 32 | 12 | +20 |
|  | 4.   | Ergotelīs       | 36 | 22 | 11 | 3 | 8  | 29 | 15 | +14 |
|  | 5.   | PAE Chania      | 35 | 22 | 8  | 6 | 8  | 18 | 13 | +5  |
|  | 6.   | Diagoras        | 30 | 22 | 8  | 6 | 8  | 18 | 23 | -5  |
|  | 7.   | Panachaïkī      | 29 | 22 | 7  | 8 | 7  | 19 | 20 | -1  |
|  | 8.   | Trikala         | 24 | 22 | 5  | 9 | 8  | 16 | 20 | -4  |
|  | 9.   | Apollōn Larissa | 24 | 22 | 6  | 6 | 10 | 13 | 19 | -6  |
|  | 10.  | Doxa Dramas     | 21 | 22 | 6  | 3 | 13 | 17 | 37 | -20 |
|  | 11.  | Karaïskakīs     | 16 | 22 | 3  | 7 | 12 | 14 | 32 | -18 |
|  | 12.  | OF Ierapetra    | 13 | 22 | 2  | 7 | 13 | 17 | 32 | -15 |

Legenda:
      Ammesse alla poule promozione
      Ammesse alla poule retrocessione
Note:
Tre punti a vittoria, uno a pareggio, zero a sconfitta.

## Poule promozione
|  | Pos. | Squadra     | Pt | G  | V  | N | P  | GF | GS | DR  |
|  | ---- | ----------- | -- | -- | -- | - | -- | -- | -- | --- |
|  | 1.   | Iōnikos     | 53 | 27 | 16 | 5 | 6  | 44 | 29 | +15 |
|  | 2.   | Xanthī      | 51 | 27 | 14 | 9 | 4  | 29 | 12 | +17 |
|  | 3.   | Levadeiakos | 50 | 27 | 14 | 8 | 5  | 42 | 16 | +26 |
|  | 4.   | Ergotelīs   | 48 | 27 | 15 | 3 | 9  | 37 | 18 | +19 |
|  | 5.   | PAE Chania  | 42 | 27 | 11 | 9 | 7  | 22 | 19 | +3  |
|  | 6.   | Diagoras    | 30 | 27 | 8  | 6 | 13 | 22 | 38 | -16 |

Legenda:

     Ammesso in Souper Ligka 2021-2022
     Ammesso allo spareggio promozione/retrocessione

## Poule retrocessione
|  | Pos. | Squadra         | Pt | G  | V | N  | P  | GF | GS | DR  |
|  | ---- | --------------- | -- | -- | - | -- | -- | -- | -- | --- |
|  | 1.   | Panachaïkī      | 37 | 27 | 9 | 10 | 8  | 29 | 29 | 0   |
|  | 2.   | Trikala         | 29 | 27 | 6 | 11 | 10 | 21 | 25 | -4  |
|  | 3.   | Apollōn Larissa | 29 | 27 | 7 | 8  | 12 | 19 | 27 | -8  |
|  | 4.   | Doxa Dramas     | 28 | 27 | 8 | 4  | 15 | 24 | 47 | -23 |
|  | 5.   | Karaïskakīs     | 24 | 27 | 5 | 9  | 13 | 24 | 42 | -18 |
|  | 6.   | OF Ierapetra    | 20 | 27 | 3 | 8  | 16 | 25 | 36 | -11 |

Legenda:

      Retrocesse in Gamma Ethniki 2021-2022

## Spareggio promozione/retrocessione
| Squadra 1 | Totale      | Squadra 2    | Andata | Ritorno |
| --------- | ----------- | ------------ | ------ | ------- |
| Xanthī    | 2 - 2 (gfc) | Panaitōlikos | 2 - 1  | 0 - 1   |